# クリーブランド級軽巡洋艦
クリーブランド級軽巡洋艦（クリーブランドきゅう けいじゅんようかん、英語: Cleveland-class light cruiser） は、アメリカ海軍の軽巡洋艦の艦級。改良型の「ファーゴ (CL-106) 」以降を含む資料も存在する。

## 来歴
1937年1月1日のロンドン海軍軍縮条約失効に伴い、列強各国に課せられていた巡洋艦の保有制限は解除された。同時にワシントン海軍軍縮条約も失効したことから、各国は一斉に海軍軍備の拡張に乗り出しており、1938年5月には、アメリカでも第2次ヴィンソン海軍法と通称される一大海軍拡張計画が議会を通過した。同計画には10,000トン型軽巡洋艦が盛り込まれていたが、これによって建造されたのが本級である。

## 設計
当初は基準排水量8,000トン、6インチ両用砲 連装5基搭載というアトランタ級の拡大型として計画されたものの、搭載砲の開発が間に合わなかったことから、ブルックリン級軽巡洋艦後期型（セント・ルイス級）の船体設計を踏襲することとされた。
主砲としては、セント・ルイス級と同じくMk.16 47口径6インチ砲を三連装砲塔に配して搭載した。ただしセント・ルイス級では、前甲板3基・後甲板2基の計15門搭載であったのに対し、本級では前後甲板に2基ずつに削減された。その一方で、Mk.12 38口径5インチ両用砲は12門（連装6基; セント・ルイス級では連装4基）に増備され、また56口径40mm機銃など高角機銃も多数を搭載するなど、対空砲火力は大幅に強化された。

## 配備
まず1940年度計画で4隻の建造が決定され、その後さらに1941年度計画で32隻、1942年度計画で16隻の建造が追加されたことから、合計52隻という大量建造が計画されることとなった。
その後、3隻は建造中止され、また13隻は発展型（ファーゴ級）に、9隻は軽空母（インディペンデンス級）に設計変更されて建造されたことから、本級として完成したのは27隻であった。
| 艦番号 | 艦名                                 | 起工                                       | 就役                                               | 退役                                               | 備考                                                               |
| ------ | ------------------------------------ | ------------------------------------------ | -------------------------------------------------- | -------------------------------------------------- | ------------------------------------------------------------------ |
| CL-55  | クリーブランド USS Cleveland         | 1940年 7月                                 | 1942年 6月                                         | 1947年 2月                                         |                                                                    |
| CL-56  | コロンビア USS Columbia              | 1940年 8月                                 | 1942年 7月                                         | 1946年 11月                                        |                                                                    |
| CL-57  | モントピリア USS Montpelier          | 1940年 12月                                | 1942年 9月                                         | 1947年 1月                                         |                                                                    |
| CL-58  | デンバー USS Denver                  | 1940年 12月                                | 1942年 10月                                        | 1947年 2月                                         |                                                                    |
| CL-59  | アムステルダム USS Amsterdam         | 1941年 5月                                 | 1943年1月 CVL-22「インディペンデンス」として就役。 | 1943年1月 CVL-22「インディペンデンス」として就役。 | 1943年1月 CVL-22「インディペンデンス」として就役。                 |
| CL-60  | サンタフェ USS Santa Fe              | 1941年 6月                                 | 1942年 11月                                        | 1946年 10月                                        |                                                                    |
| CL-61  | タラハシー USS Tallahassee           | 1941年 6月                                 | 1943年2月 CVL-23「プリンストン」として就役。       | 1943年2月 CVL-23「プリンストン」として就役。       | 1943年2月 CVL-23「プリンストン」として就役。                       |
| CL-62  | バーミングハム USS Birmingham        | 1941年 2月                                 | 1943年 1月                                         | 1947年 1月                                         |                                                                    |
| CL-63  | モービル USS Mobile                  | 1941年 4月                                 | 1943年 3月                                         | 1947年 5月                                         |                                                                    |
| CL-64  | ヴィンセンス USS Vincennes           | 1942年 3月                                 | 1944年 1月                                         | 1946年 9月                                         |                                                                    |
| CL-65  | パサデナ USS Pasadena                | 1943年 2月                                 | 1944年 6月                                         | 1950年 1月                                         |                                                                    |
| CL-66  | スプリングフィールド USS Springfield | 1943年 2月                                 | 1944年 9月                                         | 1974年 5月                                         | 1960年7月 プロビデンス級ミサイル巡洋艦2番艦（CLG-7）として再就役。 |
| CL-67  | トピカ USS Topeka                    | 1943年 4月                                 | 1944年 12月                                        | 1969年 6月                                         | 1960年3月 プロビデンス級ミサイル巡洋艦3番艦（CLG-8）として再就役。 |
| CL-76  | ニュー・ヘヴン USS New Haven         | 1941年 8月                                 | 1943年3月 CVL-24「ベロー・ウッド」として就役。     | 1943年3月 CVL-24「ベロー・ウッド」として就役。     | 1943年3月 CVL-24「ベロー・ウッド」として就役。                     |
| CL-77  | ハンチントン USS Huntington          | 1941年 11月                                | 1943年5月 CVL-25「カウペンス」として就役。         | 1943年5月 CVL-25「カウペンス」として就役。         | 1943年5月 CVL-25「カウペンス」として就役。                         |
| CL-78  | デイトン USS Dayton                  | 1941年 12月                                | 1943年6月 CVL-26「モンテレー」として就役。         | 1943年6月 CVL-26「モンテレー」として就役。         | 1943年6月 CVL-26「モンテレー」として就役。                         |
| CL-79  | ウィルミントン USS Wilmington        | 1942年 3月                                 | 1943年7月 CVL-28「カボット」として就役。           | 1943年7月 CVL-28「カボット」として就役。           | 1943年7月 CVL-28「カボット」として就役。                           |
| CL-80  | ビロクシ USS Biloxi                  | 1941年 7月                                 | 1943年 8月                                         | 1946年 8月                                         |                                                                    |
| CL-81  | ヒューストン USS Houston             | 1943年 6月(進水)                           | 1943年 12月                                        | 1947年 12月                                        |                                                                    |
| CL-82  | プロビデンス USS Providence          | 1943年 7月                                 | 1945年 5月                                         | 1973年 8月                                         | 1959年9月 プロビデンス級ミサイル巡洋艦1番艦（CLG-6）として再就役。 |
| CL-83  | マンチェスター USS Manchester        | 1944年 9月                                 | 1946年 10月                                        | 1956年 6月                                         |                                                                    |
| CL-84  | バッファロー USS Buffalo             | 1940年12月 未起工のまま建造計画中止。      | 1940年12月 未起工のまま建造計画中止。              | 1940年12月 未起工のまま建造計画中止。              | 1940年12月 未起工のまま建造計画中止。                              |
| CL-85  | ファーゴ USS Fargo                   | 1943年8月 CVL-27「ラングレー」として就役。 | 1943年8月 CVL-27「ラングレー」として就役。         | 1943年8月 CVL-27「ラングレー」として就役。         | 1943年8月 CVL-27「ラングレー」として就役。                         |
| CL-86  | ヴィックスバーグ USS Vicksburg       | 1942年 10月                                | 1944年 6月                                         | 1947年 6月                                         |                                                                    |
| CL-87  | ダルース USS Duluth                  | 1942年 11月                                | 1944年 9月                                         | 1949年 6月                                         |                                                                    |
| CL-88  | ニューアーク USS Newark ※予定        | 1940年12月 未着手のまま建造計画中止。      | 1940年12月 未着手のまま建造計画中止。              | 1940年12月 未着手のまま建造計画中止。              | 1940年12月 未着手のまま建造計画中止。                              |
| CL-89  | マイアミ USS Miami                   | 1941年 8月                                 | 1943年 12月                                        | 1947年 6月                                         |                                                                    |
| CL-90  | アストリア USS Astoria               | 1941年 9月                                 | 1944年 5月                                         | 1949年 7月                                         |                                                                    |
| CL-91  | オクラホマシティ USS Oklahoma City   | 1942年 12月                                | 1944年 12月                                        | 1979年 12月                                        | 1960年9月 ガルベストン級ミサイル巡洋艦3番艦（CLG-5）として再就役。 |
| CL-92  | リトルロック USS Little Rock         | 1943年 3月                                 | 1945年 6月                                         | 1976年 5月                                         | 1960年6月 ガルベストン級ミサイル巡洋艦2番艦（CLG-4）として再就役。 |
| CL-93  | ガルベストン USS Galveston           | 1945年 4月(進水)                           | 1958年 5月                                         | 1970年 5月                                         | 1958年5月 ガルベストン級ミサイル巡洋艦1番艦（CLG-3）として再就役。 |
| CL-94  | ヤングズタウン USS Youngstown        | 1944年 9月                                 | 1945年8月に建造中止、スクラップ。                  | 1945年8月に建造中止、スクラップ。                  | 1945年8月に建造中止、スクラップ。                                  |
| CL-99  | バッファロー USS Buffalo             | 1942年 8月                                 | 1943年11月 CVL-29「バターン」として就役。          | 1943年11月 CVL-29「バターン」として就役。          | 1943年11月 CVL-29「バターン」として就役。                          |
| CL-100 | ニューアーク USS Newark              | 1942年 10月                                | 1943年11月 CVL-30「サン・ジャシント」として就役。  | 1943年11月 CVL-30「サン・ジャシント」として就役。  | 1943年11月 CVL-30「サン・ジャシント」として就役。                  |
| CL-101 | アムステルダム USS Amsterdam         | 1943年 3月                                 | 1945年 1月                                         | 1947年 6月                                         |                                                                    |
| CL-102 | ポーツマス USS Portsmouth            | 1943年 6月                                 | 1945年 6月                                         | 1949年 6月                                         |                                                                    |
| CL-103 | ウィルクスバリ USS Wilkes-Barre      | 1942年 12月                                | 1944年 7月                                         | 1947年 10月                                        |                                                                    |
| CL-104 | アトランタ USS Atlanta               | 1943年 1月                                 | 1944年 12月                                        | 1970年 4月                                         |                                                                    |
| CL-105 | デイトン USS Dayton                  | 1943年 3月                                 | 1945年 1月                                         | 1949年 3月                                         |                                                                    |

### 運用史
「クリーブランド」「コロンビア」「モントピーリア」「デンバー」は水上戦闘部隊の手駒が切れかかっていた時期の1943年11月2日、ブーゲンビル島攻略支援に第39任務部隊の主力として投入された。日本海軍は天候不良とアメリカ軍に察知されたため逆上陸作戦を中止していたが、第39任務部隊の撃滅を目指し、エンプレス・オーガスタ湾に突入してきた。クリーブランド級4隻は悪天候の中、レーダー射撃を有効に利用して日本連合襲撃部隊に打撃と混乱を与え、軽巡洋艦「川内」と駆逐艦「初風」を撃沈した。体勢を整えた日本海軍は「デンバー」と駆逐艦2隻を損傷させたが、煙幕を張って回頭したアメリカ艦隊を撃破、撃沈したものだと誤認して退却した。重巡洋艦2隻、軽巡洋艦2隻、駆逐艦11隻の有力な艦隊に対してクリーブランド級4隻、駆逐艦8隻という劣勢状況下で1隻の沈没なく日本海軍を撃退したことから当級の優秀さが窺える。ソロモン近海の制海権はアメリカ海軍が堅持し、この海戦の約一週間後にはギルバート・マーシャル攻略が開始された。
順次、竣工したクリーブランド級は空母機動部隊の護衛や上陸戦の火力支援（艦砲射撃）などに従事し、アメリカ海軍の反攻を影から支えた。
戦後、1959年から1974年にかけて大半の艦はスクラップとして解体されたが、一部の艦は艦対空ミサイル・システムを搭載してミサイル巡洋艦に改装された。「スプリングフィールド」「トピカ」「プロビデンス」はテリア・システムを搭載してプロビデンス級ミサイル巡洋艦、「オクラホマシティ」「リトルロック」「ガルベストン」はタロス・システムを搭載してガルベストン級ミサイル巡洋艦に改装されて、1970年代まで現役に留まることとなった。また、「ヴィンセンス」「ウィルクスバリー」「アトランタ」の3隻は実験艦、標的艦として使用、処分された。

### 画像

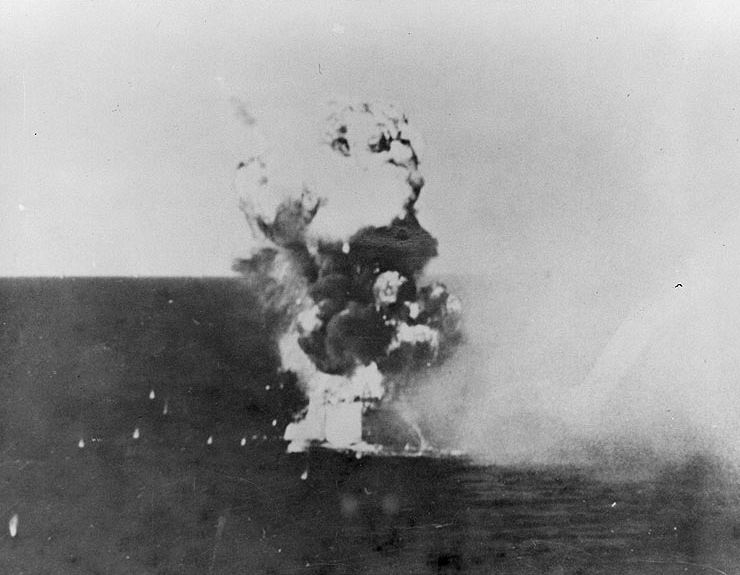
特攻機の攻撃を受けるコロンビア
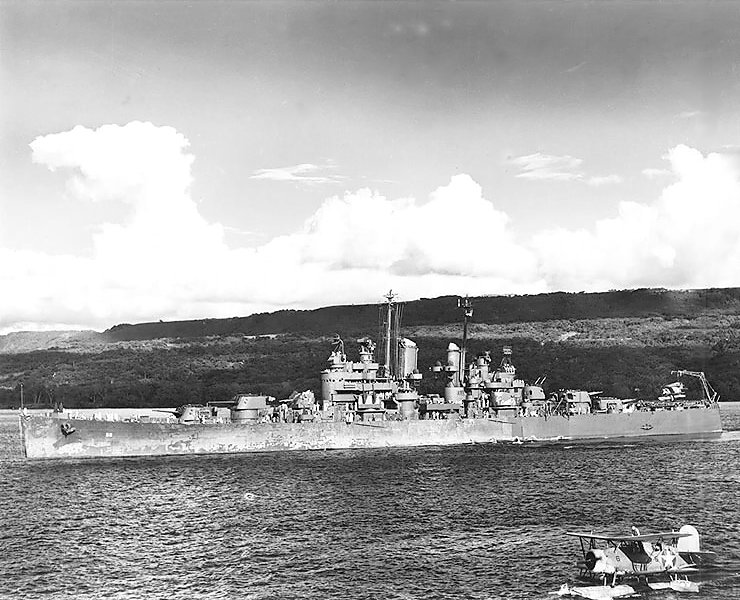
ハバナ港のモントピリアとSOC シーガル水上偵察機
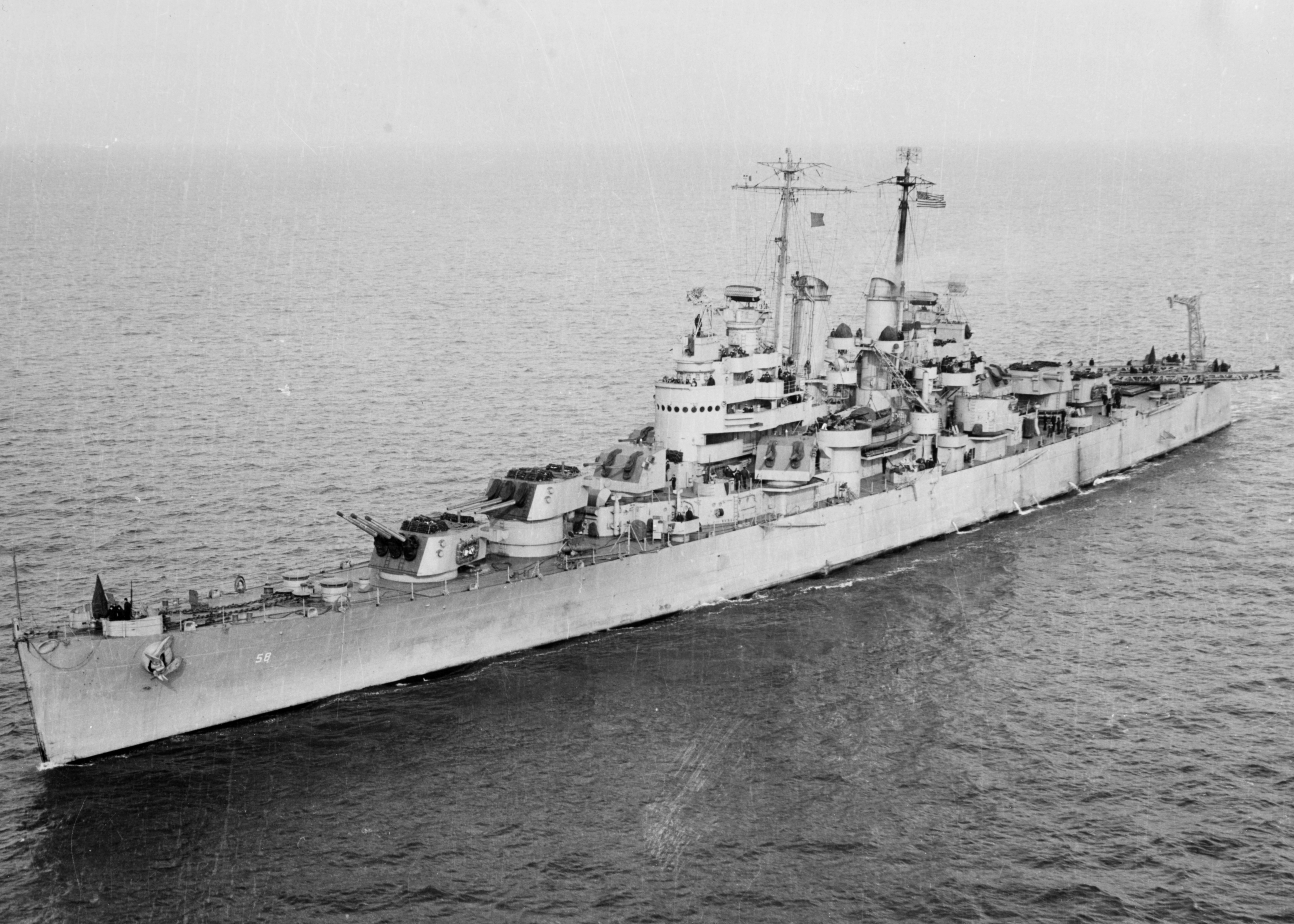
1943年、南太平洋で停泊するデンバー
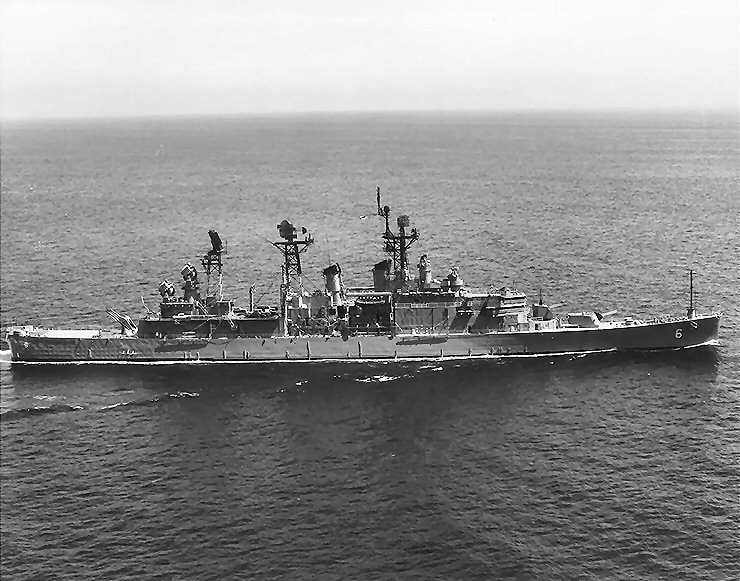
1957年、ミサイル巡洋艦に改装したプロビデンス